# ظاهرة بتروزافودسك
ظاهرة بتروزافودسك كانت سلسلة من الاحداث السماوية ذات طبيعة مختلف عليها يوم 20 سبتمبر عام 1977.  الظواهر تم التبليغ عنها من قبل اناس من مناطق مختلفة من كوبنهاغن وهلسنكي وفلاديفوستوك. الظاهرة سميت باسم مدينة بتروزافودسك في روسيا التي كانت آنذاك ضمن الاتحاد السوفيتي.
أرسل المسؤولون الحكوميون من دول شمال أوروبا رسائل إلى أناتولي ألكساندروف،أكاديمية العلوم في الاتحاد السوفيتي، أعربوا فيها عن قلقهم بشأن ما إذا كانت الظاهرة الملحوظة ناجمة عن اختبار الأسلحة السوفيتية وما إذا كانت تشكل تهديدًا لبيئة المنطقة. غالبًا ما تُعزى هذه الظاهرة منذ عام 1977، وإن لم تكن عالمية، إلى إطلاق القمر الصناعي السوفيتي كوزموس 955. ساهمت ظاهرة بتروزافودسك في إنشاء سيتكا أي إن، وهو برنامج بحث سوفيتي لظواهر الغلاف الجوي الشاذة.